# Asios von Samos
Asios von Samos, der Sohn des Amphiptolemos, war ein antiker griechischer Dichter der archaischen Zeit.
Er lebte vielleicht schon um 700 v. Chr., wahrscheinlicher aber nach Hesiod, vielleicht im 6. Jahrhundert v. Chr. Er stammte aus Samos und Athenaios nennt ihn den „alten samischen Dichter“. Asios verfasste Epen und Elegien, deren Inhalt jedoch nicht bekannt ist. Pausanias erwähnt, dass er seine Werke wegen seiner mythologischen Angaben verwendet. Von seinen Epen sind nur Zitate bei anderen antiken Schriftstellern (Athenaios, Pausanias, Strabon, Apollodor und einige weitere) bewahrt, die sich ausschließlich mit verwandtschaftlichen Beziehungen befassen. Seine Elegien, die im üblichen Versmaß verfasst sind, sind bis auf einige wenige, die von Athenaios angeführt wurden, verloren gegangen.